# Louis Mettewie

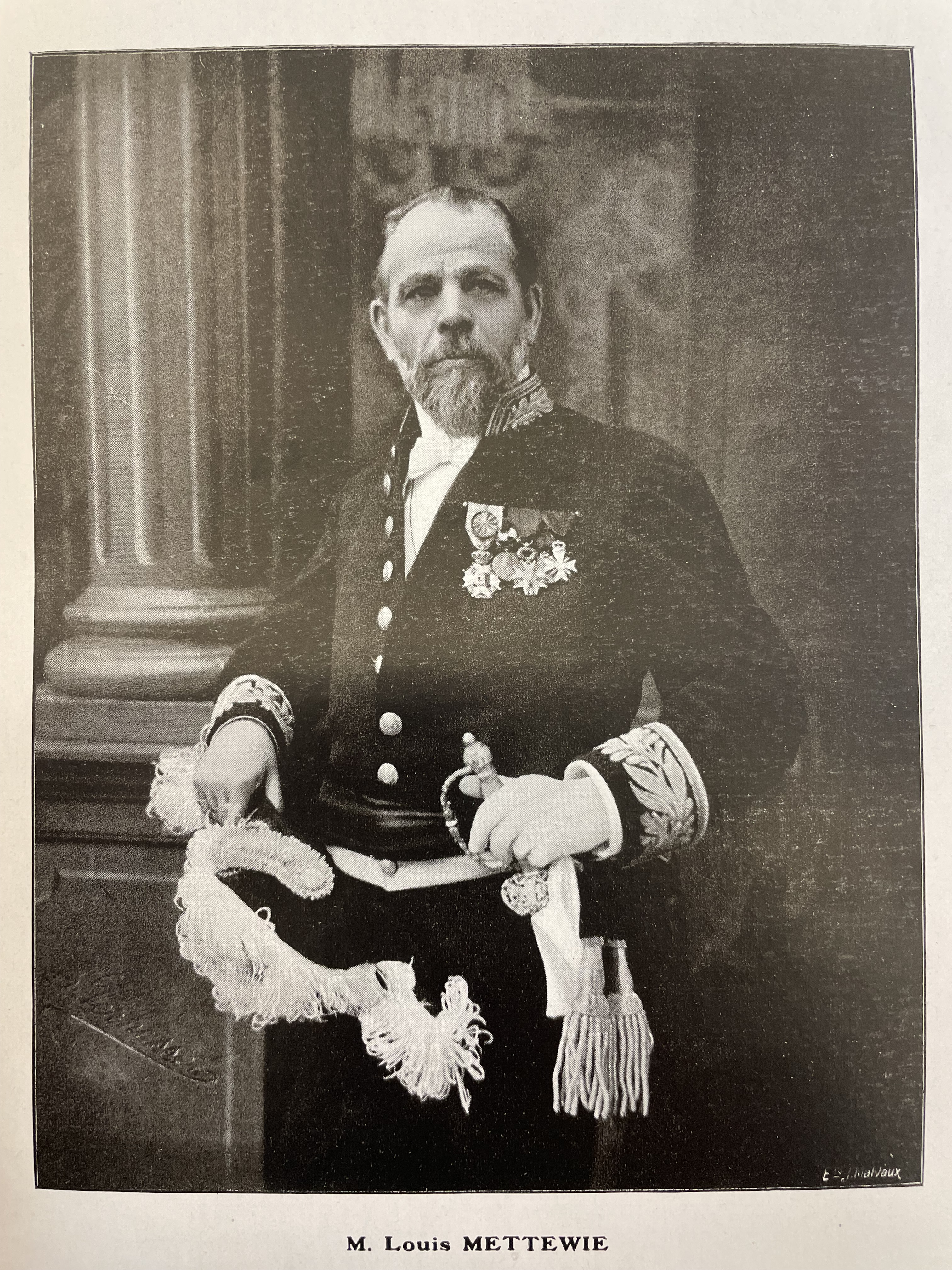
Louis Mettewie

Louis Mettewie (Sint-Jans-Molenbeek, 23 oktober 1855 - Sint-Pieters-Woluwe, 17 november 1942) was een Belgisch liberaal politicus en burgemeester.

## Ondernemer
Lodewijk of Louis Mettewie was ambtenaar bij het Ministerie van Oorlog, maar werd in disponibiliteit gesteld toen hij militeerde voor het algemeen stemrecht. Hij ging werken voor een aannemersbedrijf, werd fabrikant van drukmateriaal, fietsenfabrikant, autofabrikant. In 1897 ontwerpt hij een militaire plooifiets, de Belgica, die het Belgische leger na een internationale wedstrijd aanschaft. Hij stichtte in 1910 het tweemaandelijks blad L'Industrie Nationale. Dit blad moest de economische belangen van België verdedigen en voerde tussen 1910 en 1914 een campagne tegen de economische hegemonie van Duitsland in België. Hij stichtte in 1919 het blad Exportation dat de Belgische producten in het buitenland moest promoten.

## Politieke carrière
Louis Mettewie werd op 24 januari 1899 gemeenteraadslid en schepen van Financiën van Sint-Jans-Molenbeek tot december 1906. De laatste zes maanden van 1906 cumuleert hij het schepenambt van Financiën met dat van Openbaar Onderwijs en Schone Kunsten. Hij blijft schepen van Openbaar Onderwijs en Schone Kunsten tot 7 februari 1912. Als schepen van onderwijs bewees hij grote diensten aan scholen en Vlaamse toneelkringen. Na 1912 werd hij opnieuw schepen van Financiën. Op 20 augustus 1914 verving hij de zieke burgemeester Hanssens en toen deze overleed op 17 oktober nam hij de taak op zich van dienstdoend burgemeester.

## Oorlogsburgemeester
De gemeenteraad van Sint-Jans-Molenbeek gaat er prat op om tijdens de lange bezetting geen enkele keer officieel te zijn samengekomen. Mettewie weigerde om tijdens de bezetting officieel benoemd te worden tot burgemeester en verzette zich halsstarrig tegen elke administratieve scheiding van het land die de Duitse bezetter wilde opleggen. Ook de oprichting van een 'dispensarium voor sociale hygiëne' dat men in naam van het Rode Kruis voor de Duitse soldaten op het grondgebied van Sint-Jans-Molenbeek wilde oprichten, kwam er nooit. Tijdens de bezetting werden heel wat gemeentelijke schoolgebouwen vergroot. In 1916 werd de Mainzstraat omgedoopt tot Edmond Van Cauwenberghstraat, naar de 26-jarige stervoetballer van Daring Club die aan het front sneuvelde.
Mettewie was de eerste burgemeester van Brussel die op 22 november 1918 koning Albert plechtig ontving toen die aan het hoofd van het Belgische leger zijn Blijde Intrede maakte op de Gentse Steenweg. De Franse regering vereerde hem met de titel van Ridder van het Légion d'Honneur en de Belgische regering met die van Ridder in de Leopoldsorde.

## Officieel benoemd in 1919
Op 27 januari 1919 werd hij officieel bekrachtigd als burgemeester. Hij was toen al 63 jaar oud. Nadat een wisselmeerderheid van katholieken en socialisten de liberalen in 1938 in de oppositie dwongen, nam Mettewie ontslag als burgemeester op 20 december 1938 en verliet hij ook de gemeenteraad. Daarmee kwam een einde aan een politieke carrière van bijna 40 jaar en nam het tijdperk van de socialistische burgemeester Edmond Machtens een aanvang.

## Autosalon
Hij stichtte in 1899 de Syndicale Kamer van Autoconstructeurs en organiseerde vanaf de eerste drie Automobiel- en rijwielsalons in de gebouwen van het Jubelpark in Brussel. Hij ligt zo aan de basis van het Autosalon van Brussel. De Syndicale Kamer ging in 1969 op in de federatie FEBIAC. In 1909 sticht hij de 'Mutuelle des Electriciens belges', de organisatie die verantwoordelijk was voor de levering van stroom en elektrische apparaten van de Wereldtentoonstelling van 1910. In 1913 richt hij het Lichtpaleis op voor de Wereldtentoonstelling van Gent in 1913.

## Zeekanaal
In mei 1919 werd Mettewie verkozen tot bestuurder van de 'Société du Canal et des installations maritimes (Haven van Brussel) of de 'Maatschappij der Zeevaartinrichtingen'. Mettewie was een van de eerste politici die wees op de noodzaak van de verbreding van het zeekanaal: vanaf 1884 hield hij zich intens met dit vraagstuk bezig.

## Sociale huisvestingsmaatschappij
Hij stichtte de 'Liga voor de verdediging van de Belgische belangen'. In 1899 stichtte hij de N. V. Arbeiderswoningen op zijn gemeente. Op die manier kwamen de Cité Diongre, Nogent, de Saulnier tot stand. Hij liet ook de Jubelfeestlaan aanleggen, maakte deel uit van de commissie die de overwelving van de Zenne en het dempen van de Kleine Zenne moest bestuderen. Hij organiseerde een wedstrijd voor de stedenbouwkundige ontwikkeling van de gehele westkant van de stad. De ringlaan die deel uitmaakt van dit project werd naar hem genoemd. Deze heeft hij als burgemeester nog zelf kunnen inhuldigen op zondag 2 oktober 1938.

## Vrijmetselaar
Mettewie werd in 1882 lid van de vrijmetselaarsloge Les Amis Philanthropes. Hij werd erelid in 1935. Hij nam in 1892-1894 actief deel aan de debatten binnen de loges over de ULB en de zaak van de uitsluiting van Élisée Reclus. Hij nam hierbij vooral de verdediging op zich van de studenten die waren uitgesloten, nadat ze de bestuursraad van de universiteit hadden bekritiseerd.